# Jonas en de walvis (Amsterdam)
Jonas en de walvis is een artistiek kunstwerk in Amsterdam-Centrum.
Beeldhouwer Nic Jonk maakte dit bronzen beeld op betonnen sokkel in 1968; het is gesigneerd en gedateerd. In 1976 werd het opgenomen in een beeldenroute van Stichting Beeldende Kunst lopend van Dam over het Damrak. Het stond destijds op het Beursplein. Het is een min of meer abstracte weergave van het Bijbelverhaal Jonas en de Walvis. In 1978 werd de gemeente Amsterdam eigenaar van het beeld. Het beeld werd bij een herprofilering verwijderd, maar dook ineens in 2011 weer op en kreeg zijn oorspronkelijke plaats, maar moest standhouden tegen oprukkende gestalde fietsen. De gemeente vond die plaats in 2015 niet meer passend. In het kader van de aanleg van de Rode Loper en de bouw van een ondergrondse fietsenstalling vond ze dat er te veel kunstuitingen waren op het Beursplein. Ook Charging Bull van Arturo di Modica zou verplaatst moeten worden (maar bleef staan). In 2016 werd Jonas en de walvis daarom opnieuw herplaatst, nu op een openbare binnenplaats in de Haarlemmer Houttuinen (Nieuwe Houttuinen). Het vormt daar met haar ronde en vloeiende lijnen een contrast met de strakke lijnen van de nieuwbouw. 
Ook Eindhoven (Tramstraat, ook diverse keren verhuisd), Tilburg, Heerlen, Bergen aan Zee (versie uit 1971, Van der Wijckplein), Steenwijk, Vlaardingen en Amsterdam-Osdorp (Koos Vorrinkweg) kregen een Jonas en de walvis.

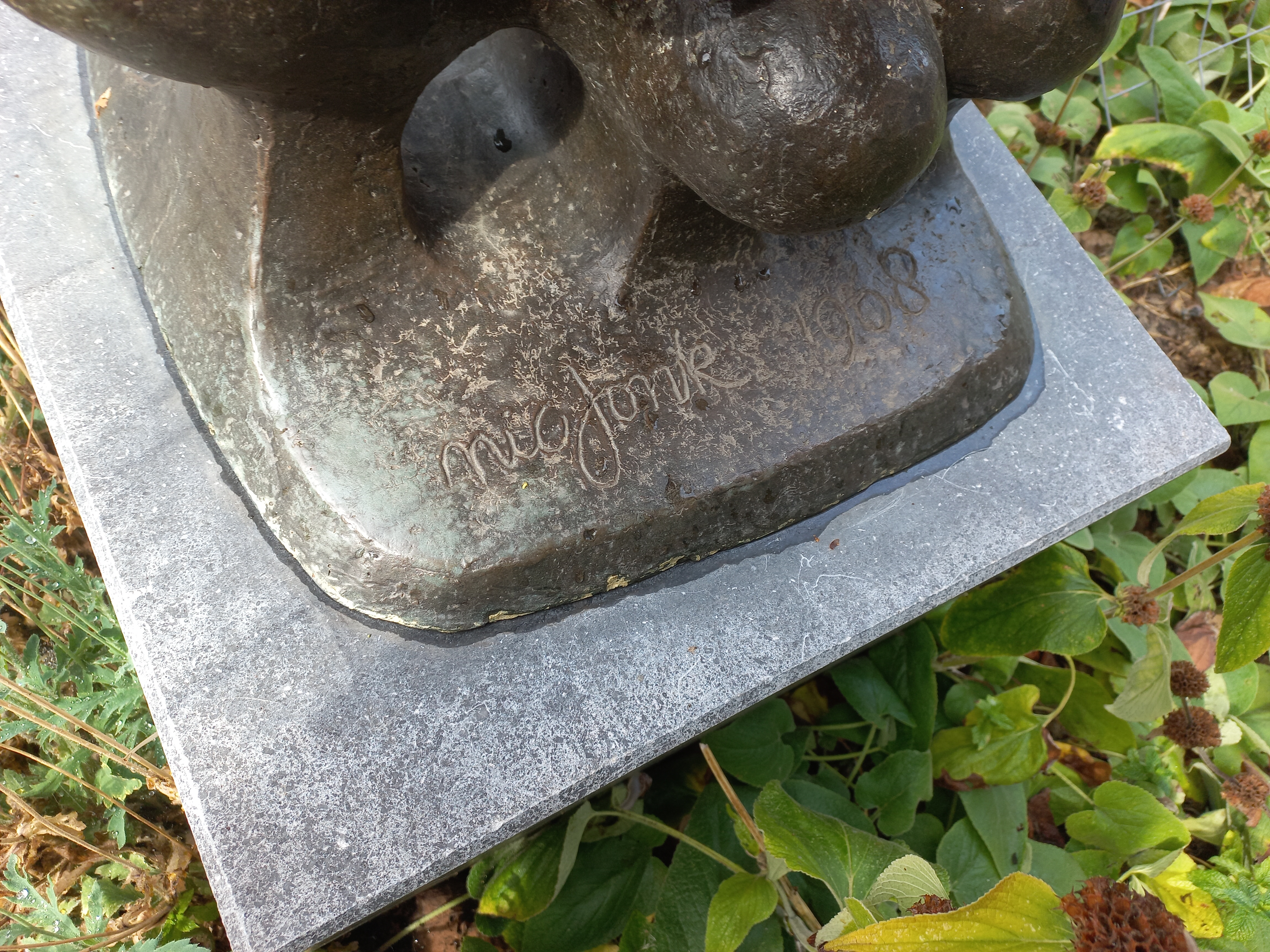
Signering en datering (augustus 2022)